# Darja Kačanovová
Darja Dmitrijevna Kačanovová (rusky Дарья Дмитриевна Качанова; * 17. září 1997 Nižnij Novgorod) je ruská rychlobruslařka.
V roce 2014 se poprvé představila na Mistrovství světa juniorů, od podzimu téhož roku startovala v juniorském Světovém poháru. V letech 2016 a 2017 získala na juniorských světových šampionátech ve sprinterských závodech čtyři zlaté medaile. Mezi seniorskými závodníky debutovala v roce 2018 na Mistrovství Evropy, kde skončila v závodě na 500 m na páté příčce a na dvojnásobné distanci sedmá. Následně premiérově startovala ve Světovém poháru a představila se také na MS 2018 ve sprintu. Na Mistrovství Evropy 2019 vybojovala ve sprinterském víceboji stříbrnou medaili. Z MS 2019 si přivezla bronz z týmového sprintu. Na ME 2020 získala zlatou medaili v týmovém sprintu a stříbro na trati 1000 m. Z Mistrovství světa na jednotlivých tratích 2020 si přivezla stříbrnou medaili z týmového sprintu. Dvě bronzové medaile z tratí 500 m a 1000 m vybojovala na Mistrovství Evropy 2022. Startovala na ZOH 2022 (500 m – 8. místo, 1000 m – 9. místo).